# Пережить Рождество
«Пережить Рождество» (англ. Surviving Christmas) — комедия режиссёра Майка Митчела, вышедшая в 2004 году с Беном Аффлеком в главной роли.

## Сюжет
Незадолго до Рождества богатый рекламный директор Дрю Лэтэм удивляет свою девушку Мисси билетами первого класса на Фиджи, но она в ужасе от того, что он хочет провести Рождество вдали от своей семьи. Ссылаясь на тот факт, что Дрю даже не представил её своей семье, она делает вывод, что он никогда не станет серьёзно относиться к их отношениям, и бросает его. Дрю просит свою помощницу послать ей браслет от Картье, чтобы извиниться. Отчаявшись провести Рождество не в одиночестве, Дрю звонит всем своим знакомым, чтобы найти место, где можно остановиться на Рождество, но он не настолько близок к кому-либо, чтобы его пригласили.
Дрю выслеживает психотерапевта Мисси доктора Фримена в аэропорту, надеясь пройти сеанс терапии. Торопливый доктор велит ему перечислить все свои обиды на бумаге, а затем сжечь этот список в доме его детства, который сейчас занят семьей Валко, которые с подозрением относятся к Дрю. Когда он поджигает свои обиды, Том Валко подкрадывается к нему сзади и сбивает его лопатой. Взволнованный, увидев свою старую комнату, Дрю поспешно предлагает Тому 250 000 долларов, чтобы он мог провести Рождество с семейством Валко. Том соглашается, и адвокат Дрю составляет контракт, по которому Валко должны будут помочь восстановить детские воспоминания Дрю, притворяясь его семьей.
На следующий день Дрю вынуждает семью пойти и вместе купить рождественскую ель, а Том должен надевать шапку Санты на публике. Пока они наряжают елку, на каникулы приезжает старшая дочь Алиша, ошеломленная присутствием Дрю. Он предполагает, что она могла изобразить горничную, поскольку она была неожиданным дополнением к сценарию. За ужином Дрю пишет сценарий для чтения всей семьей за столом. Он нанимает местного актёра на роль своего деда, которого называет Дедуля. На следующий день Дрю берет Алишу и её брата Брайана покататься на санках. После съезда с очень высокой горы, Дрю приближается, чтобы поцеловать Алишу, которая в этот момент чихает. После катания на санках Алиша делится с Дрю воспоминаниями детства о старом дереве, которое было покрыто льдом и напоминал сказочный хрустальный дворец. Том просит Дрю уйти, потому что он планировал развестись со своей женой Кристиной, но Дрю призывает пару побаловать себя. Том покупает новую машину, той же марки, которая была у него, когда он учился в старшей школе, а Кристина идет к фотографу Генри для гламурных снимков.
Дрю ведет Алишу к старому дереву её детства, которое он снова покрыл льдом. Она тронута этим жестом, но Дрю переусердствует, устраивая полное театрализованное представление. Разочарованная его несдержанностью, Алиша требует, чтобы он ушел. Тем временем браслет покорил Мисси, и когда помощница Дрю сообщила ей, что он проводит Рождество со своей семьей, Мисси вместе со своими родителями навещает дом Валко. Дрю обещает Валко дополнительные 75000 долларов, если они будут подыгрывать вечером, и они соглашаются притвориться его семьей. Визит между двумя семьями постепенно превращается в хаос, кульминацией которого является то, что все видят, как гламурные снимки Кристины превращаются в порнографию на компьютере Брайана. Родители Мисси выбегают, и Дрю сообщает ей, что их отношения окончены.
Алиша наконец извлекает из Дрю правду о его семье: его отец оставил их, когда ему было всего четыре года, а его мать, которая давала ему взрослую стопку блинов, пока ему не исполнилось 18 лет, умерла, когда он учился в колледже. Дрю возвращается в свою квартиру, чтобы провести Рождество в одиночестве. Том навещает его, чтобы забрать свои деньги, и они решают пойти посмотреть, как актёр, сыгравший Дедулю, выступит в местной постановке «Рождественской песни». На спектакле Том и Кристина решают не разводиться. Дрю и Алиша мирятся возле театра. Позже все обедают в закусочной, где мать Дрю работала в две смены, чтобы подзаработать.

## В ролях
| Актёр              | Роль             |
| ------------------ | ---------------- |
| Бен Аффлек         | Дрю Лэтэм        |
| Джеймс Гандольфини | Том Валко        |
| Кристина Эпплгейт  | Алиша Валко      |
| Кэтрин О’Хара      | Кристина Валко   |
| Джош Цукерман      | Брайан Валко     |
| Билл Мэйси         | Дедуля (Соул)    |
| Дженнифер Моррисон | Мисси            |
| Удо Кир            | Генри            |
| Соня Эдди          | Женщина-охранник |

## Производство
К началу съёмок фильма полного сценария не было, поэтому многие сцены в картине — импровизация актёров. Рабочим названием ленты было «The Twelve Days of Christmas» (12 Рождественских дней). Бен Аффлек неоднократно выражал недовольство слабым сценарием и неподготовленностью режиссёра к съёмкам ленты.